# Ангелос Фецис
Ангелос Фестис (грч. Άγγελος Φέτσης; Лефкада 1878 — ? ) је био грчки атлетичар, који је учествовао на првим Олимпијским играма 1896. у Атини.
Фестис се на Олимпијским играма 1896. такмичио у тркама 800 и 1.500 метара.
У дисциплини Фестис је стигао четврти или пети у другој групи квалификација, али то није било битно је су у финале ишла само прва двојица. У другој дисциплини на 1.500 метара стигао је пети од осам такмичара са непознатим резултатом.